# ARP
ARP (англ. Address Resolution Protocol — протокол визначення адрес) — комунікаційний протокол, призначений для перетворення IP-адрес (адрес мережевого рівня) в MAC-адреси (адреси канального рівня) в мережах TCP/IP. Він визначений в RFC 826.

## Опис протоколу
Перетворення виконується лише для тих IP-пакетів, які відправляються, оскільки лише в момент відправлення створюються заголовки IP та Ethernet.

### ARP-таблиця для перетворення адрес
Перетворення адрес виконується шляхом пошуку за таблицею. Ця таблиця називається ARP-таблицею, зберігається у пам'яті й містить рядки для кожного вузла мережі. В двох стовпчиках містяться IP- та Ethernet-адреси. Якщо потрібно перетворити IP-адресу в Ethernet-адресу, то відбувається пошук запису з відповідною IP-адресою. Нижче наведено приклад спрощеної ARP-таблиці.
| IP-адреса  | Ethernet-адреса   |
| ---------- | ----------------- |
| 223.1.2.1  | 08:00:39:00:2F:C3 |
| 223.1.2.2  | 08:00:5A:21:A7:22 |
| 223.1.2.3↑ | 08:00:10:99:AC:54 |

ARP-таблиця необхідна через те, що IP-адреси та Ethernet-адреси вибираються незалежно, і немає жодного алгоритму для перетворення однієї в іншу. IP-адресу вибирає менеджер мережі з урахуванням розташування машини у мережі Інтернет. Якщо машину переміщують до іншої частини мережі Інтернет, то її IP-адреса повинна бути змінена. Ethernet-адресу вибирає виробник мережного інтерфейсного обладнання з виділеного для нього згідно з ліцензією адресного простору. Якщо в машини змінюється мережний адаптер, то змінюється й Ethernet-адреса.

### Порядок перетворення адрес
У ході звичайної роботи мережева програма відправляє прикладне повідомлення, користуючись транспортними послугами TCP. Модуль TCP надсилає відповідне транспортне повідомлення через модуль IP. У результаті складається IP-пакет, який має передаватись драйверові Ethernet. IP-адреса місця призначення відома прикладній програмі, модулеві TCP та модулеві IP. Необхідно на її основі знайти Ethernet-адресу місця призначення. Для пошуку відповідної Ethernet-адреси використовується ARP-таблиця.

### Запити та відповіді протоколу ARP
ARP-таблиця заповнюється автоматично модулем ARP по мірі необхідності. Коли за допомогою існуючої ARP-таблиці не вдається перетворити IP-адресу, то відбувається таке:
1. По мережі передається широкомовний ARP-запит.
2. Вихідний IP-пакет ставиться в чергу.

Кожний мережний адаптер приймає широкомовні передачі. Усі драйвери Ethernet перевіряють поле типу в прийнятому Ethernet-кадрі й передають ARP-пакети модулю ARP. ARP-запит можна інтерпретувати так: «Якщо ваша IP-адреса збігається із зазначеною, то повідомте мені вашу Ethernet-адресу». Пакет ARP-запиту виглядає приблизно так:
| IP-адреса відправника       | 223.1.2.1         |
| Ethernet-адреса відправника | 08:00:5A:21:A7:22 |
| Шукана IP-адреса            | 223.1.2.3         |
| Шукана Ethernet-адреса      | <порожньо>        |

Кожний модуль ARP перевіряє поле шуканої IP-адреси в отриманому ARP-пакеті і, якщо адреса збігається з його власною IP-адресою, то посилає відповідь прямо за Ethernet-адресою відправника запиту. Пакет з ARP-відповіддю виглядає приблизно так:
| IP-адреса відправника         | 223.1.2.3         |
| Ethernet-адреса відправника   | 08:01:2A:2B:A7:21 |
| IP-адреса автора запиту       | 223.1.2.1         |
| Ethernet-адреса автора запиту | 08:00:5A:21:A7:22 |

Цю відповідь одержує машина, що зробила ARP-запит. Драйвер цієї машини перевіряє поле типу в Ethernet-кадрі й передає ARP-пакет модулю ARP. Модуль ARP аналізує ARP-пакет і додає запис у свою ARP-таблицю.
Якщо в мережі немає машини із шуканою IP-адресою, то ARP-відповіді не буде й не буде запису в ARP-таблиці. Протокол IP буде знищувати IP-пакети, що направляються по цій адресі. Протоколи верхнього рівня не можуть відрізнити випадок пошкодження мережі Ethernet від випадку відсутності машини із шуканою IP-адресою.